# グスタフ・スカルスガルド
グスタフ・スカルスガルド（Gustaf Caspar Orm Skarsgård、スウェーデン語発音: [²ɡɵsːtav ˈskɑːʂɡoːɖ] ( 音声ファイル)、1980年11月25日 - ）はスウェーデン出身の俳優。åはオで、スカーシュゴードと読む。

## 略歴
スウェーデンのストックホルムで生まれる。父は著名な俳優のステラン・スカルスガルド。兄のアレクサンダー・スカルスガルドも俳優。グスタフの名付け親（ゴッドファーザー）は同じスウェーデン出身の俳優ピーター・ストーメアである。

## 主な出演作品
- ロード・オブ・ウォリアーズ Snapphanar (2006) ※テレビミニシリーズ
- パトリックは1.5歳 Patrik 1,5 (2008)
- ウェイバック -脱出6500km- The Way Back (2010)
- コン・ティキ Kon-Tiki (2012)
- ヴァイキングス Vikings (2013- ) - フロキ/吹き替え-裕樹　※テレビドラマシリーズ
- 跪く女 Vi (2013)
- バイオレンス・マウンテン 凌辱の山 Autumn Blood (2013)
- ウエストワールド Westworld (2018) ※テレビドラマシリーズ
- ニミュエ 選ばれし少女 Cursed (2020) ※テレビドラマシリーズ
- AIR/エア Air (2023)
- オッペンハイマー Oppenheimer (2023)
- ブラックバッグ Black Bag (2025)